# Sétimo Vorodes
Sétimo (português brasileiro) ou Septímio (português europeu) Vorodes (em latim: Septimius Vorodes; em parta: wrwd; romaniz.: Wīrōδ; em persa médio: Wīrōy; em grego clássico: Ὀρώδης; romaniz.: Orōdēs) foi um oficial palmireno e vice-rei de Odenato (r. 252–267). A sua origem é disputada, com alguns especulando que fosse palmireno e outros que fosse parta.

## Nome
Orodes (Ὀρώδης, Orōdēs) é a forma grega do iraniano médio Verode / Urude (em parta: 𐭅𐭓𐭅𐭃, Wērōd/Urūd). Sua etimologia é disputada, mas foi proposto que tenha se originado no iraniano antigo *Hurauda, "de forma acentuada". Foi registrado em persa médio como Viroi (Wīrōy), em parta como Virode (Wīrōδ), em persa novo como Viru (ویرو) e em armênio como Vorote (Վորոթ, Vorot’).

## Vida

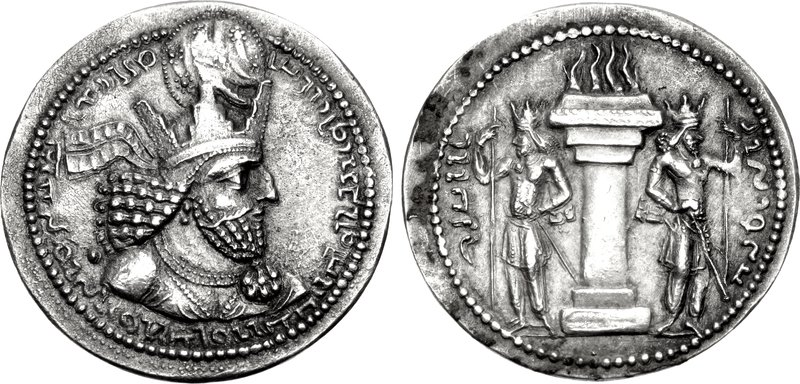
Dracma de cunhado ca. 240-244

Vorodes é um nome de origem iraniana. Pensa-se que era refugiado parta na corte palmirena (após a destruição do Império Arsácida pelo Império Sassânida) ou o chefe de um partido pró-persa em Palmira. Apesar disso, o nome de seu filho, Ogeilo, era de origem árabe. Udo Hartmann nega que fosse parta e insiste que era um nobre palmireno. Quanto a seu nome Sétimo, que possui origem latina, lhe foi dado por Odenato. Vorodes reteve vários ofícios em Palmira, inclusive de administrador da justiça e notário público. Se sabe que Odenato enviou uma embaixada à Pérsia em data incerta e o emissário pode ter sido Vorodes. O xá Sapor I (r. 240–270), inimigo de Palmira, na inscrição Feitos do Divino Sapor lista os nomes dos oficiais estrangeiros que se submeteram; um deles era Viroi Vazarbade (Wīrōy Wāzārbed, "Orodes, chefe do bazar"), um equivalente persa de Vorodes. Isso levou a muita especulação sobre a identidade de Uarzabade, porém não há a existência de qualquer conexão entre eles e a relação é especulativa.
Vorodes aparece numa série de inscrições em estátuas encontradas em Palmira (datadas respectivamente de abril de 262, dezembro de 262, abril de 263, 265, 266 e 267) que foram dedicadas a ele. Em todas é descrito como procurador ducenário (procurador de segunda classe). Duas das inscrições foram dedicadas pelo senado e povo de Palmira, enquanto quatro delas foram dedicadas por seus amigos, que lhe chamam patrono: o estratego Júlio Aurélio Nebuzabades, filho de Soadu, filho de Haire; o homem egrégio Júlio Aurélio Sétimo Iade, filho de Alexandre, filho de Heranes, filho de Soraicu; Júlio Aurélio Sétimo Malcu, filho de Maloca, filho de Nassum; e o cavaleiro Júlio Aurélio Xalme, filho de Cassiano, filho de Manai. Numa delas, diz-se que Vorodes cuidou das caravanas às suas próprias custas e que os chefes dos mercadores louvavam-o por exercer brilhantemente sua função, bem como que gastou grandes somas de seus próprios cofres com os sacerdotes do deus Zeus-Bel.